# Anningasaura lymense
Az Anningasaura lymense a hüllők (Reptilia) osztályába és a fosszilis plezioszauruszok (Plesiosauria) rendjébe tartozó faj.

## Tudnivalók

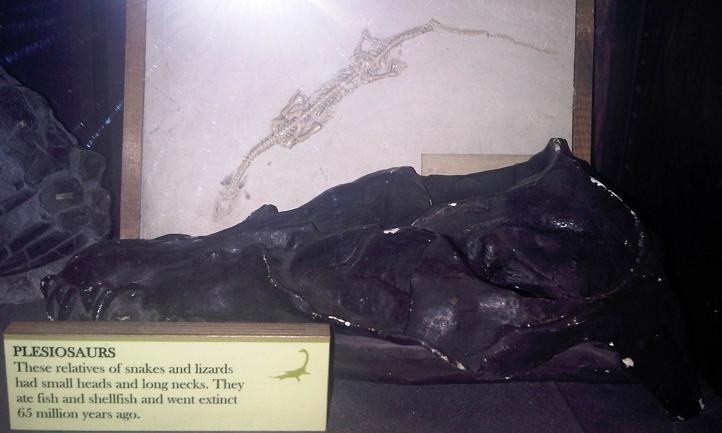
Az Anningasaura lymense koponyájának másolata a londoni Grant Museum of Zoology-ban

Az Anningasaura lymense a késő triász és a kora jura korok határán, azaz a rhaeti korszak végén és a hettangi korszak elején, mintegy 201,3-199,6 millió évvel ezelőtt élt. Eddig nemének az egyetlen felfedezett faja; és a fajból is eddig csak a holotípus került elő, amely a NHMUK 49202 raktárszámot kapta. Ebből az állatból előkerült a teljes koponya, az állkapocscsont és nyolc darab csigolya. A vizsgálatából a kutatók megtudták, hogy ez egy fiatal egyed volt, továbbá a plezioszauruszoknak egy kezdetleges ágába tartozott. Családba még nem sikerült besorolniuk, bár egyes őslénykutató a Rhomaleosauridae nevű családba helyezné.
Az állat a nemi szintű nevét Mary Anning (1799–1847), angol őslénykutató tiszteletére kapta, míg a fajneve a megtalálási helyére, azaz a Liász formációhoz tartozó dorseti Lyme Regisre utal.

## Fordítás
- Ez a szócikk részben vagy egészben  az   Anningasaura című angol Wikipédia-szócikk ezen változatának fordításán alapul.  Az eredeti cikk szerkesztőit annak laptörténete sorolja fel. Ez a jelzés csupán a megfogalmazás eredetét és a szerzői jogokat jelzi, nem szolgál a cikkben szereplő információk forrásmegjelöléseként.